# Ljudmyla Denissowa

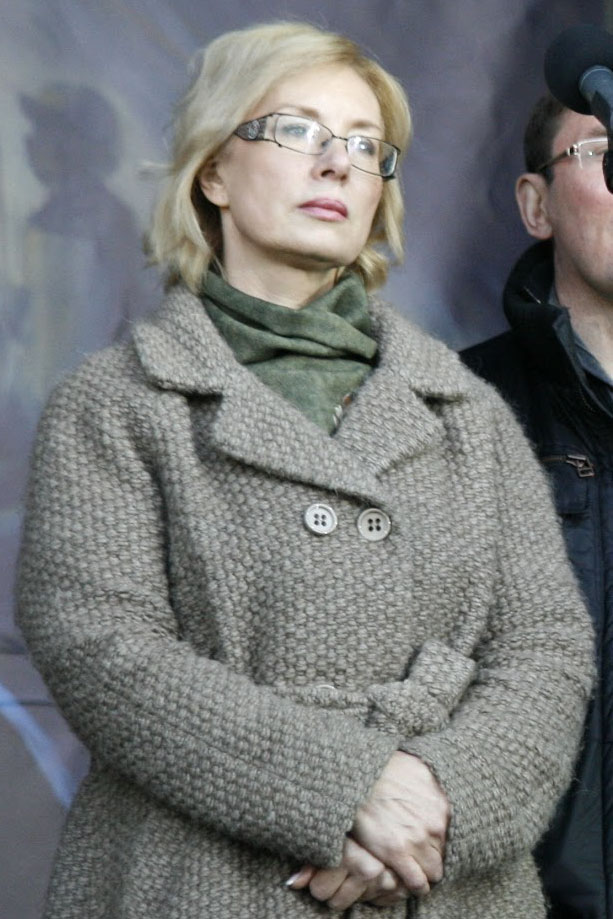
Ljudmyla Denissowa (2014)

Ljudmyla Leontijiwna Denissowa (ukrainisch Людмила Леонтіївна Денісова, * 6. Juli 1960 in Archangelsk, Russische SFSR) ist eine ukrainische Juristin und Politikerin der Partei Volksfront. Sie wurde im Kabinett Jazenjuk I zur Sozialministerin ernannt. 2018 wurde sie Menschenrechtsbeauftragte der Ukraine. Sie wurde 2022 vor dem Ende ihrer Amtszeit ihres Amtes enthoben.

## Biografie
Ljudmyla Leontijiwna Denissowa wurde am 6. Juli 1960 in Archangelsk geboren. 1978 absolvierte sie ihr Studium an der Pädagogischen Universität Archangelsk. Von 1979 bis 1989 arbeitete sie unter anderem als Erzieherin und hatte verschiedene Ämter im Landesgericht von Archangelsk. Sie studierte von 1982 bis 1989 an der Staatlichen Universität Sankt Petersburg und absolvierte dort ihr Studium der Rechtswissenschaften. Von 1990 bis 1991 arbeitete sie als Rechtsberaterin im Provinzkomitee der Krim. Von 1991 bis 1993 arbeitete sie als stellvertretende Leiterin des ukrainischen Pensionsfonds der Krim. Von 1993 bis 1995 studierte sie an der Taurischen Universität für Unternehmertum und Recht in Simferopol und absolvierte dort ihr Studium der Wirtschaftswissenschaften.
Vom Mai 1998 bis zum Juli desselben Jahres war sie die Wirtschaftsministerin der Autonomen Republik Krim. Von Juli 1998 bis 2001 war sie die Finanzministerin der Krim. Von 2001 bis 2002 arbeitete sie als Kämmerin der Staatskasse der Krim. Von 2003 bis 2005 war sie als Vorsitzende des Aufsichtsrats der Textilfirma Gumateks tätig.

## Politische Laufbahn
Denissowa wurde bei den Parlamentswahlen 2006 und 2007 als Mitglied der Partei Allukrainische Vereinigung „Vaterland“ als Abgeordnete in die Werchowna Rada gewählt. Vom 18. Dezember 2007 bis zum 11. März 2010 war sie die Ministerin für Arbeit und Sozialpolitik der Ukraine. Bei der Parlamentswahl 2012 wurde sie erneut als Abgeordnete in die Rada gewählt. Ab Dezember 2012 arbeitete sie im Ausschuss für Sozialpolitik und Arbeit der Werchowna Rada.
Sie wurde im Zuge der Ereignisse vom Euromaidan im Kabinett Jazenjuk I zur Sozialministerin ernannt. Denissowa war Gründungsmitglied der Partei Volksfront und war bei der Parlamentswahl in der Ukraine 2014 auf Listenplatz 15 ihrer Partei. Am 15. März 2018, während der Regierungszeit des Präsidenten Petro Poroschenko, wurde Ljudmyla Denissowa vom ukrainischen Parlament zur Menschenrechtsbeauftragten gewählt.

## Amtsenthebung
Nach einem Misstrauensvotum wurde sie am 31. Mai 2022 dieses Amtes enthoben, 230 der 450 Mitglieder der Legislative hatten für die Absetzung gestimmt. Begründet wurde der Vertrauensverlust durch den stellvertretenden Vorsitzenden des Regulierungsausschusses des Parlaments, Pawlo Frolow, mit unzureichender Wahrnehmung ihrer Amtspflichten wie der Organisation von Fluchtkorridoren, des Gefangenenaustausches sowie anderer menschenrechtlicher Tätigkeiten während des Krieges.
Kritisiert wurde zudem ihre Medienarbeit hinsichtlich unbewiesener Behauptungen über Menschenrechtsverletzungen, insbesondere sexueller Nötigung Minderjähriger durch die russische Armee. Die ukrainische Generalstaatsanwältin Iryna Wenediktowa gab an, von Denissowa keinerlei Beweise über derartige Vergewaltigungen erhalten zu haben, die von ihr in sozialen Medien verbreitet wurden.
Vorausgegangen war ein öffentlicher Brief von Journalisten und Medienunternehmen, in dem um erhöhte Sorgfalt gebeten wurde und Denissowas detaillierte Berichte der Vergewaltigung von Kindern als unverifiziert bezeichnet wurden. Denissowas Darstellungen wurden weltweit von Medien als Tatsachenberichte aufgenommen.
Die UN-Mission zur Beobachtung der Menschenrechte in der Ukraine protestierte gegen Denissowas Absetzung, diese „verstoße gegen internationale Standards“. Denissowa kündigte an, gegen ihre Absetzung gerichtlich vorzugehen, da ihre vorzeitige Absetzung auch nach dem Kriegsrecht nach Artikel 10 des Gesetzes „Über die rechtlichen Bestimmungen des Kriegsrechts“ ausgeschlossen sei.
In einem Interview mit dem ukrainischen Portal lb.ua gab sie im Juni ihre Motive für ihre Darstellungen an: Bei ihrer Rede vor dem italienischen Parlament seien die Abgeordneten schon müde von dem Krieg in der Ukraine gewesen. Mit ihren Darstellungen sei es ihr gelungen, die „Stimmungen der Abgeordneten“ umzukehren. Sie habe die manchmal sehr grausamen Ausdrücke jedoch so verwendet, wie sie ihr von den Opfern selbst „vorgeschlagen“ worden seien.

## Privates
Denissowa hat zwei Kinder.